# M’Baye Niang
M’Baye Babacar Niang (ur. 19 grudnia 1994 w Meulan-en-Yvelines) – senegalsko-francuski piłkarz, występujący na pozycji napastnika w marokańskim klubie Wydad Casablanca. W latach 2017-2019 reprezentant Senegalu. Srebrny medalista Pucharu Narodów Afryki 2019. Uczestnik Mistrzostw Świata 2018.

## Kariera klubowa
Niang urodził się we Francji w rodzinie pochodzenia senegalskiego. Swoją karierę piłkarską rozpoczął w klubie Basse-Seine Les Mureaux. W 2003 roku podjął treningi w AS Poissy, a w 2007 roku przeszedł do SM Caen. W lutym 2011 podpisał profesjonalny kontrakt z tym klubem. 24 kwietnia 2011 zadebiutował w Ligue 1 w zremisowanym 1:1 domowym meczu z Toulouse FC, gdy w 77. minucie zmienił Kandię Traoré. 7 maja 2011 w zremisowanym 1:1 domowym spotkaniu z RC Lens strzelił swojego pierwszego gola w barwach Caen. Stał się tym samym najmłodszym strzelcem gola w historii tego klubu. W sezonie 2010/2011 zdobył łącznie trzy bramki, a w sezonie 2011/2012 dwukrotnie wpisywał się na listę strzelców. W sezonie 2011/2012 Caen spadło do Ligue 2.
W sierpniu 2012 roku Niang podpisał trzyletni kontrakt z zespołem Milanu. Swój debiut w Serie A zanotował 1 września 2012 w wygranym 3:1 wyjazdowym meczu z Bologną. W 91. minucie tego meczu zmienił Giampaolo Pazziniego. 13 grudnia strzelił swojego pierwszego gola w barwach Milanu, w spotkaniu Pucharu Włoch z Regginą. W kolejnych latach był wypożyczany do różnych zespołów, m.in. do Montpellier HSC, Genoa CFC, Torino FC czy Stade Rennais, z którym w 2019 roku związał się stałym kontraktem. Po krótkim pobycie w saudyjskim Al-Ahli Dżudda wrócił do Francji, gdzie reprezentował barwy Girondins Bordeaux (2021-2022) oraz AJ Auxerre (2022-2023). W sierpniu 2023 przeniósł się do tureckiego Adana Demirspor.

## Kariera reprezentacyjna
Niang grał w reprezentacjach Francji U-16 i U-17, a w 2011 roku zadebiutował w kadrze U-21. Na Mistrzostwach Świata 2018 strzelił gola w wygranym 2:1 meczu z Polską.

## Statystyki kariery
| Sezon   | Klub            | Kraj    | Rozgrywki      | Mecze | Bramki | Puchary Krajowe | Mecze | Bramki | Rozgrywki Europy   | Mecze | Bramki |
| ------- | --------------- | ------- | -------------- | ----- | ------ | --------------- | ----- | ------ | ------------------ | ----- | ------ |
| 2010/11 | SM Caen         | Francja | Ligue 1        | 7     | 3      | –               | –     | –      | –                  | –     | –      |
| 2011/12 | SM Caen         | Francja | Ligue 1        | 23    | 2      | –               | –     | –      | –                  | –     | –      |
| 2012/13 | AC Milan        | Włochy  | Serie A        | 20    | 0      | Puchar Włoch    | 2     | 0      | Liga Mistrzów UEFA | 2     | 1      |
| 2013/14 | AC Milan        | Włochy  | Serie A        | 8     | 0      | –               | –     | –      | –                  | –     | –      |
| 2013/14 | Montpellier HSC | Francja | Ligue 1        | 19    | 4      | Puchar Francji  | 3     | 1      | –                  | –     | –      |
| 2014/15 | AC Milan        | Włochy  | Serie A        | 5     | 0      | –               | –     | –      | –                  | –     | –      |
| 2014/15 | Genoa CFC       | Włochy  | Serie A        | 14    | 5      | –               | –     | –      | –                  | –     | –      |
| 2015/16 | AC Milan        | Włochy  | Serie A        | 16    | 5      | Puchar Włoch    | 5     | 3      | –                  | –     | –      |
| 2016/17 | AC Milan        | Włochy  | Serie A        | 18    | 3      | –               | –     | –      | –                  | –     | –      |
| 2016/17 | Watford         | Anglia  | Premier League | 16    | 2      | –               | –     | –      | –                  | –     | –      |

Stan na: 22 maja 2017 r.